# Tricladia humilis
Tricladia humilis är en stekelart som beskrevs av Mercet 1918. Tricladia humilis ingår i släktet Tricladia och familjen sköldlussteklar.
Artens utbredningsområde är:
- Bulgarien.
- Tjeckien.
- Portugal.
- Spanien.

Inga underarter finns listade i Catalogue of Life.